# Ramon Arbell i de Reguer
Ramon de Arbell i de Reguer (Vic, 1835 – 1880) fou un hisendat, autor, notari... entre d'altres activitats que exercia.
D'antiga i noble família vigatana, alguns membres de la qual es distingiren visiblement en afers polítics, socials i eclesiàstics de la ciutat. En la casa pairal, <Casa Serramitja> del carrer de Gurb, es fundà a Vic un nou asil de les Germanetes dels Pobres dintre l'episcopat del bisbe Morgades. Fundador del Cercle Literari. Secretari del Jutjat. Amb el seu germà actuà reiteradament en aquella entitat. Antoni col·laborà en les sessions musicals del Cercle i del Casino Vicense. És autor de la música de l'opereta La Mujer incògnita, lletra de Joaquim Capdevila i Lleona. Morí a Guissona, on exercia de notari.